# Nattliv
Nattliv är även ett TV-program, se Nattliv (TV-program).
Nattliv var ett radioprogram som samsändes i Sveriges Radio P3 och P4 från 2000. Ursprungligen sändes programmet från midnatt till 3.00 men under sista året ändrades sändningstiden till 02.03-04.00. Programmet avlöste det program som hette Nattradion. I januari 2006 ersattes Nattliv av programmet Vaken med P3 och P4.
Programledare var främst Pär Fontander och Bosse Löthén. Under programmets senare år kunde även röster som Charlotte Lauterbach, Malin Kjebon, och Susanne Delastacia höras. Under programmets tidiga år var även förutom Pär och Bosse, Marika Rennerfelt, Linda Rapp, Janne Lundén, Claes-Johan Larsson och Anne Björkbom programledare för Nattliv. Anne övergick senare till att vara redaktör och ansvara för det redaktionella innehållet. I programmet sändes musik varvat med prat, intervjuer och olika tävlingar, exempelvis Nattjakten, där lyssnarna ska koppla samman tre olika låtar till ett lösenord.

### Fotnoter
1. ↑  ”Svensk mediedatabas”. http://smdb.kb.se/catalog/search?q=Nattliv+typ%3Aradio&sort=OLDEST. Läst 25 juni 2011.